# Oficina Cultural Oswald de Andrade

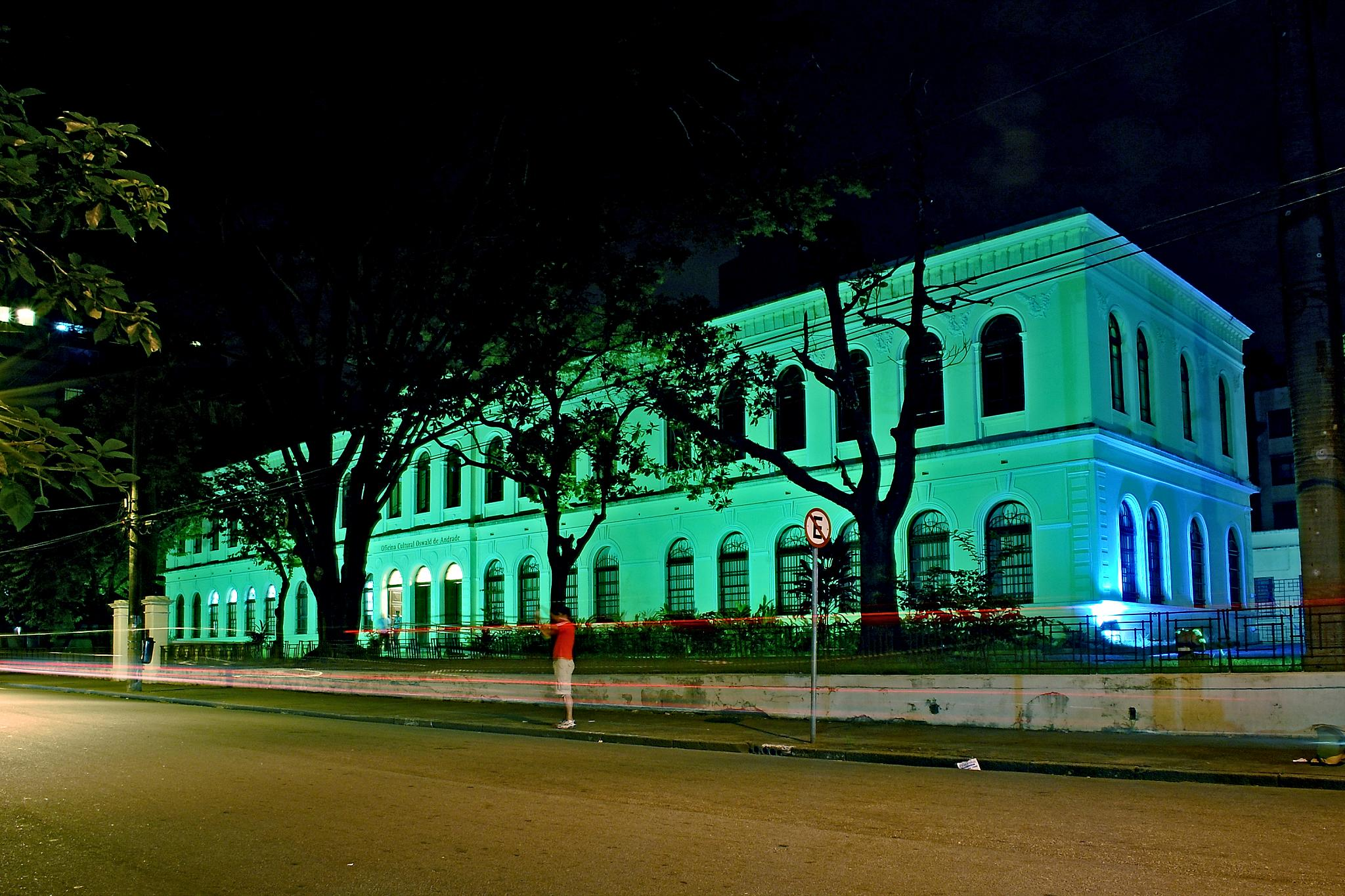

A Oficina Cultural Oswald de Andrade integra um programa da Secretaria de Cultura do Estado de São Paulo que atua desde 1986 na formação e na vivência da população no campo da cultura. Além dela, existem outras três Oficinas: OC Alfredo Volpi, OC Casa Mário de Andrade e OC Juan Serrano, todas localizadas na cidade de São Paulo.

## Prédio tombado

Antes de ser restaurado e adaptado pela Secretaria de Estado da Cultura no ano de 1987, o imóvel que abriga atualmente a Oficina Cultural Oswald de Andrade abrigava a Escola de Farmácia de São Paulo e a Escola de Música do Estado de São Paulo – Tom Jobim. O prédio de estilo neoclássico foi projetado pelo escritório de arquitetura de Rosa Martins e Fomm e foi inaugurado no dia 12 de dezembro de 1905. Sua construção é em alvenaria de tijolos, com piso de assoalho no pavimento superior e cobertura em telha francesa. O edifício já passou por diversas ampliações, sendo a maior delas a ocorrida em 1937, quando a ala que circunda o pátio interno, atualmente coberto, foi acrescida de mais um pavimento.